# 바흐티야르 아르타예프
바흐티야르 카리풀라예비치 아르타예프(카자흐어: Бақтияр Ғарифоллаұлы Артаев 바크티야르 가리폴라울르 아르타예프, 러시아어: Бахтия́р Карипулла́евич Арта́ев, 1983년 3월 14일~)는 카자흐스탄의 권투 선수이다. 2004년에 그리스의 아테네에서 열린 하계 올림픽에서 금메달을 획득했다.